# Technotronic
Technotronic je belgijski "hip-house" studijski glazbeni sastav kojeg je 1988. godine oformio producent Jo Bogaert (pravog imena, Thomas De Quincey). Isti je zajedno s vokalistima, Ya Kid K (pravog imena Manuela Kamosi) i MC Ericom (pravog imena Eric Martin), 1989. godine producirao pjesmu "Pump up the Jam" (u prijevodu "podigni gomilu" - odnosno "napumpaj" gužvu ljudi gdje se u prenesenom značenju misli na podizanje dobre atmosfere odnosno klupske publike koja pleše u klubu). Pjesmu je u glazbenom videu predstavila Felly Kilingi, modni model iz Konga (u 1980-tima Zair). Producent Technotronica, Jo Bogaert, imao je za cilj lansirati uspješan hit na tržište SAD-a. To je godinama ranije i pokušavao iz svoje rodne zemlje Belgije, ali bezuspješno. Smatrao je da je tržište Belgije odnosno zapadne Europe premalo da bi postigao nekakav zapaženi svjetski glazbeni uspjeh pa je tragao u svojem stvaralaštvu za "tim uspješnim hitom" koji bi ga lansirao u centar svjetske plesne (klupske) glazbene scene SAD-a. Pjesma "Pump up the Jam" ipak je postigla svjetski uspjeh i kasne 1989. godine dostigla drugo mjesto ljestvica Billboard Hot 100 i UK singles chart.
Uspješan prvi singl "Pump up the Jam", vodio je do izdanja isto-imenog albuma. Technotronic je 1990. godine bio predgrupa na Madonninoj svjetskoj turneji Blond Ambition World Tour, a sastav se također uživo pojavio u emisijama Saturday Night Live, The Arsenio Hall Show i Showtime at the Apollo. Tada su se izvođači pjesme Ya Kid K i MC Eric zapravo prvi put javno predstavili publici. Unatoč popularnom mišljenju da je Felly bila glas koji izvodi pjesmu "Pump up the jam", javno je obznanjeno je da je ona u spotu "Pump up the Jam" korištena samo kao egzotični model kako bi predstavila Technotronic i zapravo je u glazbenom videu samo otvarala usta. Felly se također pojavila i kao model na omotu albuma "Pump up the Jam". 
S albuma "Pump up the Jam" slijedio je podjednako uspješan singl "Get Up (Before The Night Is Over)", te singlovi "This Beat Is Technotronic", "Rockin´ Over The Beat", "Move this".
Godine 1990. javlja se nekoliko izvođača s "cover" verzijama Technotronic-ovih pjesama, "MC Sar & The Real McCoy: Pump up the Jam", "Daisy Dee: This beat is Technotronic", "Werner Wichtig: Pump ab das bier" kao parodija na pjesmu "Pump up the Jam", te sastav "Black Kiss" koji izdaje hit "Jump on the Floor" nastao po glazbenom uzoru na pjesmu "Pump up the Jam", itd. 
Ya Kid K, 1990. godine u okviru projekta "Hi-Tek 3" otpjevala je singl "Spin That Wheel" za "soundtrack" filma Teenage Mutant Ninja Turtles. 
Sastav je 1990. godine izdao "megamix" koji je izdan kao "singl" te dostigao broj jedan ljestvice Eurochart Hot 100 singles. Album "Pump up the jam" u SAD-u se popeo na "Top 10" ljestvice Billboard 200 te dostigao broj dva ljestvice UK Albums Chart.
MC Eric i Ya Kid K ponovno su se okupili 2009. godine da bi održali turneje po Europi, Južnoj Americi i Australiji kako bi obilježili dvadeset godina postojanja Technotronica, izvodeći stare hitove kao i novi materijal. MC Eric također nastupa samostalno kao DJ.

### Diskografija
- Pump up the Jam 1989.
- Trip on This: The Remixes 1990.
- Body to Body 1991.
- The Greatest Hits 1993.
- Recall 1995.

## Vanjske poveznice
- Technotronic Myspace
- Technotronic Discogs
- Los Angeles Times, Intervju s Joom Bogaertom, producentom Technotronica